# 丸の内 (高松市)
丸の内（まるのうち）は、香川県高松市中心部の町丁。郵便番号は760-0033。全域が住居表示に関する法律に基づく住居表示実施地区である。

## 地理
高松市役所より0.7km、高松市中心部の都心に位置し、北は瀬戸大橋通り及び市道、東はフェリー通り及びことでん琴平線、南は県道159号高松港線、西は中央通りによって区切られた長方形の町である。中央通りに近い西部は専ら業務地区で、高松高等裁判所や高松法務局といった四国地方の中枢となる国の機関や、四国電力や西日本放送といった大企業の本社が立地するビジネス街を形成している。対して東部は様相を異にし、雑居ビルや事務所、マンションやアパートなどが混在している。
2010年国勢調査による人口は549人（男251人/女298人）、世帯数は306世帯、面積は8万3907.22m2、人口密度は6542.9人/km2。公立小学校・中学校の校区は丸の内1番〜11番（フェリー通り以西に相当）が新番丁小学校・紫雲中学校、丸の内12番〜13番（フェリー通り以東に相当）が高松第一小学校・中学校（小中一貫）に属している。
町内における都市計画法に基づく用途地域は、全域が容積率400%の商業地域である。
町の周辺には、北に観光地及び緑地帯である史跡高松城跡玉藻公園、南に高松三越や高松中央商店街といった商業施設、西に高松のメインストリートで四国地方最大の業務地区である中央通り、東にことでん琴平線片原町駅といった公共交通機関がある。

## 歴史
名称の由来は、東京都千代田区丸の内に倣い、当町一帯が旧高松城外堀の曲輪内に位置するという意味から採られた。それ以前にはこの名称は全く使われておらず、旧高松城外堀の曲輪内は総じて内町と呼ばれていた。
1958年（昭和33年）に内町、上横町、工町、鶴屋町、寿町一丁目〜二丁目の各一部から新設された。その後、1969年（昭和44年）には一部が寿町一丁目及び寿町二丁目へ編入され、同時に本町の一部を編入している。
江戸時代のこの一帯は高松城の中堀と外堀の間に位置する城郭の中であり、御連枝の重臣屋敷が位置していた。明治維新後も戦前まで香川県庁が置かれて県行政の中枢となり、戦後は県庁は番町へ移ったものの高等裁判所や法務局などの行政施設や放送局や四国電力などの企業が立地する。

## 主要施設
掲載順は住居表示による街区符号・住居番号順
- 高松法務合同庁舎
  - 高松法務局
  - 高松地方検察庁
  - 高松区検察庁
  - 高松高等検察庁
  - 高松保護観察所
  - 四国地方更生保護委員会
  - 四国公安調査局
  - 高松出入国在留管理局
  - 高松矯正管区
- 高松高等裁判所
- 高松地方裁判所
- 高松検察審議会
- 四国電力本社
- 高松家庭裁判所
- 高松簡易裁判所
- 香川県弁護士会
- 西日本放送本社
- 大川自動車高松営業所（旧大川バス高松本社）
- 香川大神宮
- 宝成寺